# Lalla Salma, Princesa Consorte de Marrocos
Salma Bennani (em árabe: سلمى بناني‎; Fez, 10 de maio de 1978) foi a princesa consorte de Marrocos durante o tempo e que foi casada om o rei Maomé VI. O casal teve dois filhos, o príncipe herdeiro Moulay Hassan e Lalla Khadija. Salma, então chamada Lalla Salma (lalla é o equivalente ao título de princesa), foi a primeira esposa de um monarca marroquino a ser reconhecida publicamente e a receber um título real. 
O casal se divorciou no início de 2018, tendo o perfil de Salma sido apagado do portal da Casa Real e sua vida virado um mistério, sendo ela chamada na imprensa de "princesa fantasma".    

## Nascimento e educação
Salma nasceu em Fez, Marrocos, filha de um professor de escola primária. Sua mãe morreu quando ela tinha três anos, sendo a partir de então criada pela sua avó materna, Hajja Fatma Abdellaoui Maâne. Foi educada em escolas públicas e privadas de Rabat. Após concluir sua educação primária, recebeu qualificação para um programa que foi iniciado em honra do Ministério da Educação Nacional, que resultou na sua obtenção de um bacharelato em 1995 com excelentes notas nas áreas da matemática e ciências no Lycée Hassan II. Na sequência da conclusão bem sucedida de um curso preparatório no Liceu Moulay Youssef, Salma formou-se em 2000 na École Nationale Supérieure d'Informatique et d'Analyse des Systèmes. Ela recebeu um diploma de licenciatura em Ciências da Computação. Após a formação, ela trabalhou em Casablanca como uma engenheira no setor de serviços de informação do ONA Group, a maior holding privada do país, controlada pela família real marroquina.

## Casamento e filhos
Salma casou-se com o rei Mohammed VI a 21 de março de 2002, no palácio real de Rabat. Eles tiveram dois filhos:
- Moulay Hassan, Príncipe Herdeiro de Marrocos, nascido a 8 de maio de 2003
- Lalla Khadija de Marrocos, nascida a 28 de fevereiro de 2007

## Divórcio
A imprensa notou a ausência de Lalla Salma em março de 2018, mas já em fevereiro do mesmo ano, quando o Rei esteve internado em Paris devido a um problema de saúde, ela esteve ausente nas fotos familiares. O El País escreveu então que "a ausência de Salma na foto foi gritante."  
Por vários meses depois circularam rumores sobre o tipo de vida que Salma estaria vivendo. "Está oculta atrás de um muro de silêncio", chegou a escrever o El País em 18 de maio de 2018.  Em abril de 2018, Salma tinha sido vista novamente em público e o mesmo jornal tinha escrito: "Duas fotos em 15 dias, após estar desaparecida por um ano". 
Em julho de 2019, o casal veio a público através de seu advogado (o que provou a separação) para negar que tinham algum conflito de interesses referente a custódia dos filhos. No entanto, a Casa Real jamais fez qualquer anúncio sobre a separação.    

## Atividades públicas e papel na sociedade
Durante o tempo em que esteve casada, Salma teve uma agenda maior do que qualquer uma de suas antecessoras, apesar de sempre ter mantido bastante discrição. Como Princesa Consorte ela apoiou as associações do câncer de Fez e o Festival de Música Sacra. Ela também recebeu uma série de membros das realezas estrangeiras durante suas visitas oficiais a Marrocos ou encontros, tais como Rania da Jordânia, Sofia de Espanha, Mozah do Qatar, Haquino Magno, Mette-Marit da Noruega, Máxima Zorreguieta, Matilde, Duquesa de Brabante e Takamado do Japão. Representou o marido em reuniões e encontros, tais como na Tailândia, Japão e França. Ela também fundou uma associação de prevenção do câncer e se envolveu e na luta contra o HIV/AIDS na África.   
Em 2014, numa enquete organizada pela Rádio Sawa, de Washington, por ocasião do Dia Internacional da Mulher, ela foi eleita a “mulher mais inspiradora” para os árabes. Segundo o Morocco World News, ela era "muito popular" no país. 

### Desaparecimento da vida pública
Sua última atividade oficial divulgada pela Casa Real foi em 12 de dezembro de 2017. Apesar de praticamente não ser mais vista em público desde o divórcio, em julho de 2019 ela foi vista com o filho de férias na Grécia, ao que se seguiram outras poucas atividades, a última em dezembro de 2019, quando ela abriu uma exposição na África.    
Suas atividades oficiais foram incorporadas à agenda de suas cunhadas, principalmente de Lalla Meryem, a irmã mais velha do monarca. 
Em março de 2021, cinco anos após o divórcio, a revista Vanitatis publicou uma matéria em seu portal sobre ela, onde enfatizou que "cinco anos após o divórcio, Lalla continua a desaparecer dos olhos do público e ninguém mais pergunta sobre ela", ainda opinando que seu desaparecimento da vida pública era "o modus operandi imposto pelo Palácio". 

## Estilo pessoal
Segundo o Morocco World News em 2014, ela era "considerada por muitos marroquinos como a embaixadora da elegância da mulher marroquina". 
Enquanto princesa consorte, o guarda-roupa de Salma era composto por marcas famosas e caras, apesar de ela também usar roupas marroquinas tradicionais, como cafetãs. "Entre suas marcas favoritas estão Dior, Valentin, Chanel e ela tem usado o perfume Christian Dior", reportou a revista Bekia em março de 2018. 

### Polêmica
Em 28 de julho de 2019 o El Cierre Digital escreveu: "Lalla Salma era para ter sido toda uma revolução, no entanto, a situação destas mulheres e o caráter autoritário destas monarquias apenas variaram". 

O portal da revista portuguesa Flash reportou em 2023, que "a população de Marrocos vibrou com o suposto divórcio, pois Lalla Salma nunca conseguiu reunir consenso entre os súditos por ser considerada demasiado bonita e excessivamente ocidentalizada para as tradições daquele país muçulmano. De pele branca, cabelo ruivo e olhos azuis, a mulher do rei destacava-se pela sua beleza. Além disso, o seu guarda-roupa era marcadamente ocidental. Demasiado ocidental para os gostos marroquinos. Raras vezes era vista em público com a tradicional 'hiyab', algo que não agradava, naturalmente, à ala mais conservadora do país". 

Salma durante suas atividades como princesa consorte
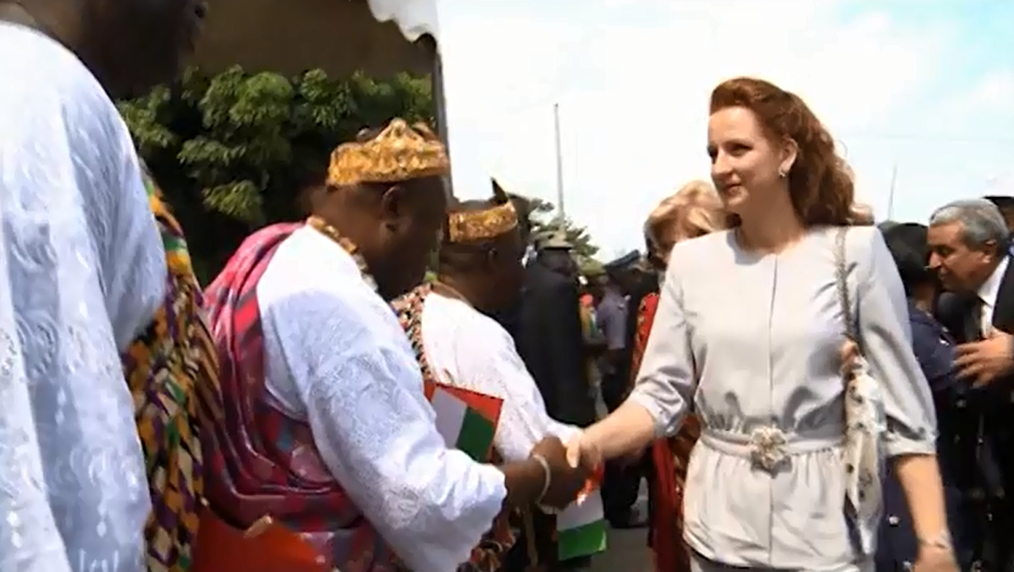
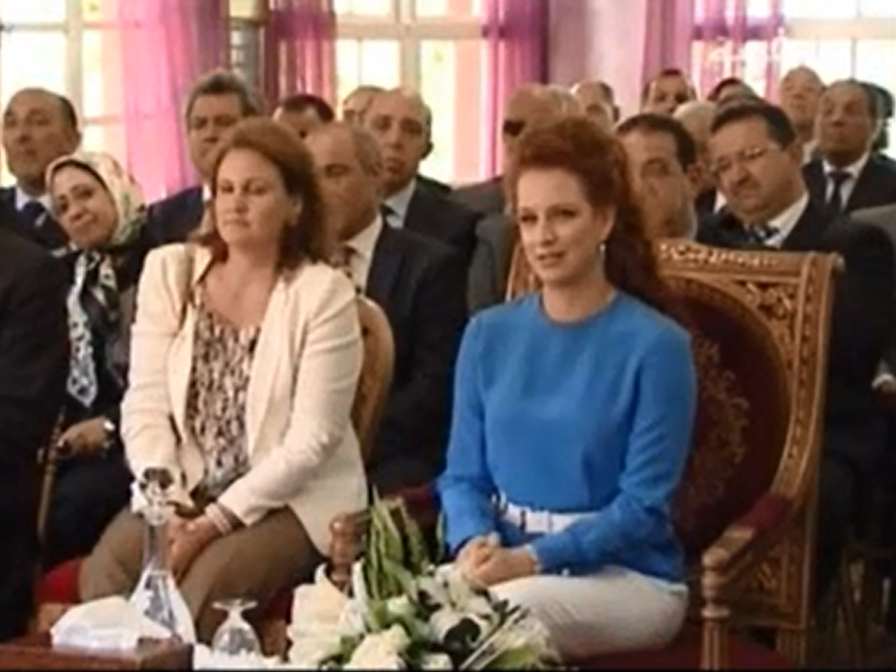
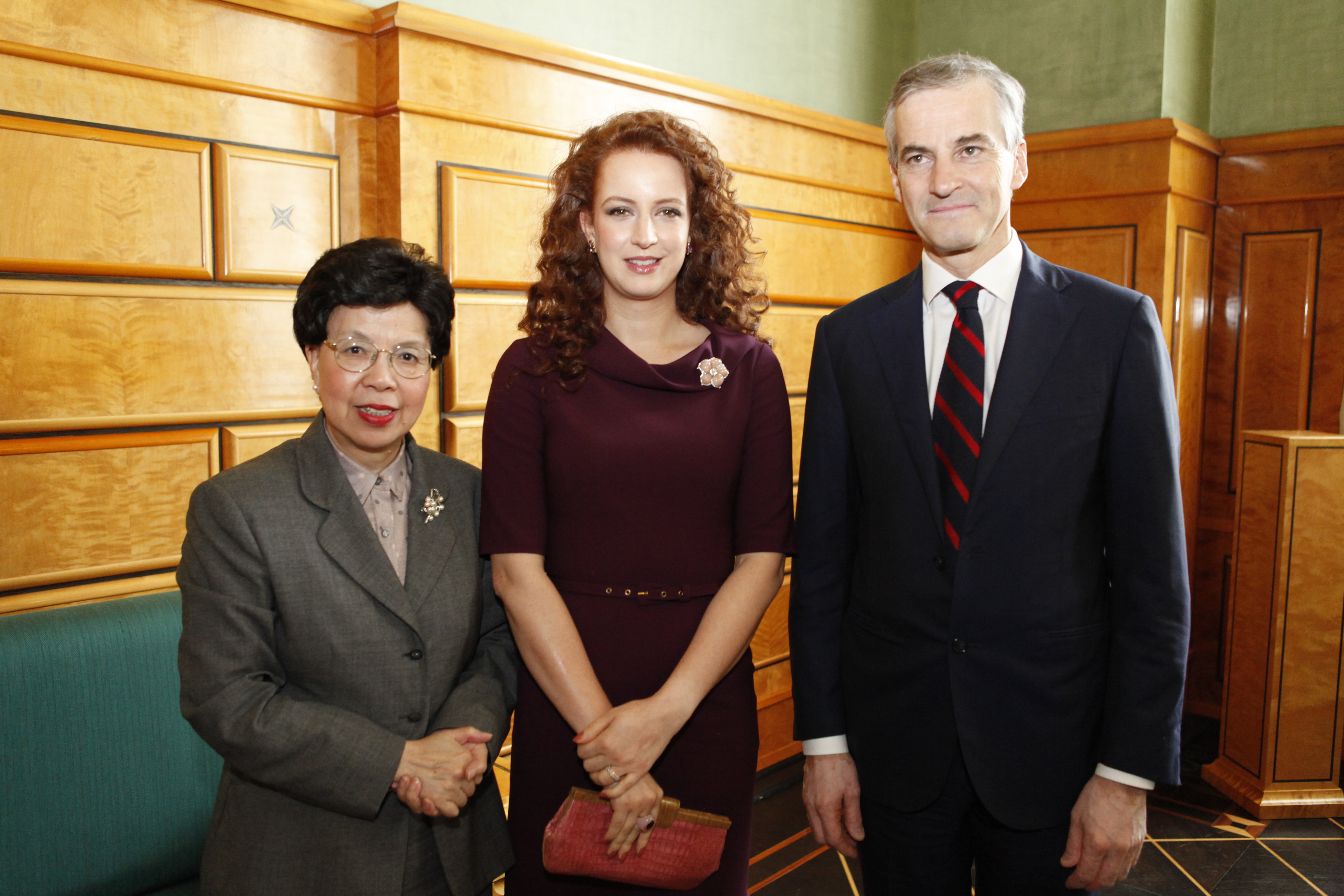